# Incheon Hyundai Steel Red Angels Women's Football Club
L'Incheon Hyundai Steel Red Angels Women's Football Club, in coreano 인천 현대제철 레드엔젤스 여자 축구단, noto più semplicemente come Incheon Red Angels o Hyundai Red Angels per ragioni di sponsorizzazione, è una squadra di calcio femminile sudcoreana con sede a Incheon.
Fondata nel dicembre 1993, è una delle più titolate squadre femminili della Corea del Sud, vincitrice consecutivamente dal 2013 al 2018 della WK League, massimo livello del campionato coreano di categoria.

## Palmarès

### Competizioni nazionali
- Campionato sudcoreano: 8

2013, 2014, 2015, 2016, 2017, 2018, 2019, 2020

### Altri piazzamenti
- Campionato sudcoreano:

Secondo posto: 2009, 2010, 2011, 2012

## Rosa 2019
Rosa aggiornata al 16 giugno 2019
| N. |                          | Ruolo | Calciatrice            |
| -- | ------------------------ | ----- | ---------------------- |
| 1  | Corea del Sud (bandiera) | P     | Baek Hyeon-hui         |
| 2  | Corea del Sud (bandiera) | D     | Kim Du-ri              |
| 3  | Corea del Sud (bandiera) | D     | Shin Min-a             |
| 4  | Corea del Sud (bandiera) | D     | Kim Do-yeon            |
| 5  | Corea del Sud (bandiera) | D     | Shin Dam-yeong         |
| 6  | Corea del Sud (bandiera) | C     | Kim Na-rae             |
| 7  | Corea del Sud (bandiera) | C     | Lee Young-ju           |
| 8  | Corea del Sud (bandiera) | C     | Lee So-dam             |
| 9  | Corea del Sud (bandiera) | A     | Jung Seol-bin          |
| 10 | Brasile (bandiera)       | A     | Beatriz Zaneratto João |
| 11 | Brasile (bandiera)       | C     | Thaís Duarte Guedes    |
| 12 | Corea del Sud (bandiera) | D     | Yun Sun-young          |
| 13 | Corea del Sud (bandiera) | C     | Park Hee-young         |
| 14 | Corea del Sud (bandiera) | D     | Shim Seo-yeon          |

| N. |                          | Ruolo | Calciatrice   |
| -- | ------------------------ | ----- | ------------- |
| 15 | Corea del Sud (bandiera) | D     | Kim Dam-bi    |
| 16 | Corea del Sud (bandiera) | C     | Jang Sel-gi   |
| 17 | Corea del Sud (bandiera) | C     | Lee Se-eun    |
| 18 | Corea del Sud (bandiera) | P     | Kim Jung-mi   |
| 19 | Corea del Sud (bandiera) | C     | Han Chae-rin  |
| 20 | Corea del Sud (bandiera) | D     | Kim Hye-ri    |
| 21 | Corea del Sud (bandiera) | C     | Choi Yoo-jung |
| 22 | Corea del Sud (bandiera) | C     | Kim Woo-ri    |
| 24 | Corea del Sud (bandiera) | P     | Kim Min-jeong |
| 25 | Corea del Sud (bandiera) | C     | Choi Ye-seul  |
| 26 | Corea del Sud (bandiera) | D     | Lim Seon-joo  |
| 27 | Corea del Sud (bandiera) | C     | Wie Jae-eun   |
| 28 | Corea del Sud (bandiera) | A     | Kang Chae-rim |